# Reginald Arvizu
Pour les articles homonymes, voir Arvizu.
Reginald Quincy « Fieldy » Arvizu, né le 2 novembre 1969, dans le comté de Los Angeles en Californie, est un musicien américain. Il est surtout connu pour être le bassiste du groupe de nu metal Korn, et est également le guitariste du groupe de hard rock Stillwell.

## Biographie

### Enfance
Fieldy est né dans la musique, dès son plus jeune âge il regardait son père répéter avec son groupe dans leur maison, et rêvait de devenir une rock star. Il déclare dans une interview qu'il régnait une ambiance de nightclub dans sa maison et qu'il y avait tout le temps des personnes en train de faire la fête ou de la musique. 
Il commence à boire à l'âge de 14 ans à la suite du divorce de ses parents. Il déclare qu'il avait déjà volé des bières dans le frigo de ses parents avant cette période, mais que c'est réellement à ce moment que sa consommation a commencé à devenir plus régulière.
Au collège, lui et Brian « Head » Welch, qui devient plus tard l'un des deux guitaristes de Korn, avaient joué ensemble dans un certain nombre de groupes. C'est sous l'impulsion de ce dernier qu'il débute la basse. En effet, alors qu'ils étaient en voiture, Brian lui dit qu'il veut monter un groupe et qu'il a besoin d'un bassiste, Fieldy lui répond « Je vais le faire ! » (« I'll do it ! »). Il faut savoir qu'à l'origine, Fieldy jouait de la guitare.
Fieldy et Jonathan Davis se connaissaient également dans leur jeunesse, leurs pères Reggie Arvizu Sr. et Rick Davis jouaient dans le même groupe, et la mère de Fieldy gardait Jonathan.

### Début dans la musique

#### Formation de L.A.P.D.
Après obtention de son diplôme d'études secondaires, il déménage de Bakersfield à Los Angeles. Il y forme le groupe L.A.P.D. avec deux futurs membres de Korn, James « Munky » Shaffer  à la guitare et David Silveria à la batterie. Le nom du groupe était un acronyme de « Love and Peace, Dude », ensuite remplacé par « Laughing As People Die ».  
En 1989, ils sortent leur premier single, Love And Peace, Dude sur le label TripleX Records, et en 1991, leur premier album, Who's Laughin' Now ?. Bien que L.A.P.D. ait réussi à signer un contrat d'enregistrement, leur succès reste limité et ils ne jouent que sur des petites scènes à Los Angeles. 

#### Fin de L.A.P.D. et formation de Korn
Le groupe se sépare ensuite de son chanteur, Richard Morill, jugé trop bizarre par les autres membres. Munky évoque d’ailleurs une soirée où Richard Morill refusa de chanter, car son guitariste s’était coupé les cheveux et que cela avait cassé la « wave ». Les musiciens décident alors de prendre Brian Welch en tant que deuxième guitariste pour former Creep. Fieldy, ainsi que Munky, le connaissaient depuis le collège, mais L.A.P.D. avait jusqu'ici refusé de prendre un second guitariste. Toutefois, le groupe reste toujours sans chanteur.
Un soir de début 1992, Munky et Head assistent à un concert de SexArt dans un club de Bakersfield. Jonathan Davis s’y fait entendre et les deux restent « bouche bée » selon les dires de Munky. Creep propose donc à Jonathan de faire un essai. Il n'est cependant pas très emballé mais décide de faire l'essai tout de même. Plus tard, pour l'audition, Creep joue Alive, musique déjà composée par le quatuor. Selon Munky « Et il s'est mis à improviser sur notre musique », « On s'est regardés et on a tout de suite su qu'il était parfait ». Finalement, Jonathan Davis intègre le groupe et ils changent de nom pour adopter Korn. 
Ils sortent en 1994 leur premier album éponyme qui leur ouvrent les portes du succès et marque entre autres les débuts de ce que certains appelleront par la suite le nu métal.

## Carrière musicale

### Korn

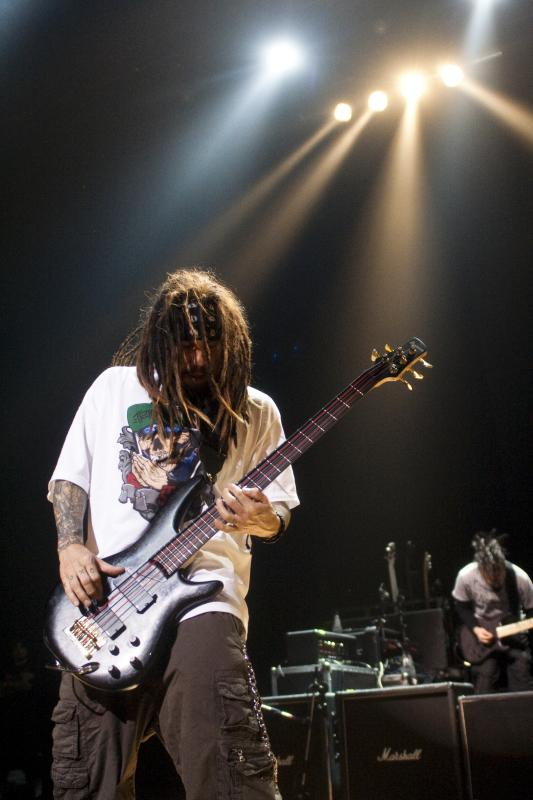
Fieldy avec Korn en 2010 à São Paulo

Avec Korn, Fieldy a un palmarès assez important. Outre le fait que le groupe soit l'un des précurseurs du nu métal, il a sorti, de 1994 à 2013, onze albums studio, trois albums live, six compilations, deux VHS et sept DVD. Selon Nielsen SoundScan, le groupe a vendu en 2010 un total de 19 millions d'albums aux États-Unis, et environ 47 millions dans le monde. Onze albums du groupe culminent dans le top 10 du Billboard 200, dont huit ont pris la tête. Huit albums sont certifiés platine ou multi-platine par la RIAA, et ont été certifiés or. Et le groupe a remporté deux Grammy Awards sur sept nominations pour Freak on a Leash et Here to Stay,.
Fieldy est l'un des principaux auteurs de Korn. La majorité de ses riffs de basse sont principalement inspirés du hip-hop. Son style de jeu atypique participe fortement à la particularité du son du groupe. Il y est également responsable du merchandising, et s'occupe notamment des designs des T-shirt et des autocollants. Il les présente ensuite au groupe qui approuve ou non leur vente.

### Fieldy's Dreams
À côté de Korn, Fieldy a un projet de rap nommé Fieldy's Dreams avec lequel il a sorti un album, le 22 janvier 2002, intitulé Rock'n Roll Gangster. Cet album est un échec critique et est source d’embarras chez Fieldy qui aurait aimé ne pas l'avoir créé.
Il a cependant déclaré qu’un deuxième album, Sobriety, est encore en préparation. Si à l'origine il devait être orienté dans un style rap hardcore, Fieldy a abandonné cette idée pour s’orienter vers un album de jazz fusion plus instrumental.

### Stillwell
Fieldy fonde, en 2005, avec le rappeur Q-Unique le groupe de hard rock Stillwell. Tous deux sont ensuite rejoints par le batteur Noah Bernardo de P.O.D, et le bassiste Pablo Silva. 
Fieldy y est guitariste, ce qui a été une grande surprise pour ceux qui le connaissaient au sein de Korn. Il a déclaré à ce propos que les gens ont énormément de mal à se faire à cette idée. Ce changement provient de son envie de voir ce que les morceaux donneraient s'il jouait de la guitare. Il faut savoir qu'à l'époque, il pouvait jouer plus de guitare que de basse, allant jusqu'à s'entrainer 6 heures par jour. 
Ensemble, ils ont sorti deux albums, un premier le 10 mai 2011 nommé Dirtbag avec The End Records et un second le 13 novembre 2015 nommé Raise It Up avec Rat Pak Records. Il a aussi enregistré un EP, Surrounded by Liars sorti le 21 novembre 2011.

## Activité extra-musicale
Got The Life: My Journey of Addiction, Faith, Recovery and Korn est un mémoire écrit par Fieldy, sorti le 10 mars 2009. Cette autobiographie raconte comment il a trouvé Dieu, cessé de se droguer, et trouvé la meilleure partie de lui-même.
Fieldy a également travaillé sur sa propre ligne de vêtements Immanuel one twenty three. Toutefois, lors d’une entrevue donnée en 2010 au Festival Mayhem à West Palm Beach, il a déclaré qu'il était beaucoup plus difficile qu'il ne l'avait prévu de lancer une ligne de vêtements et qu’il était obligé de passer à autre chose.

## Vie personnelle

### Famille
Le 13 mai 2006, il se marie avec Dena Beber, date qui correspond au samedi le plus proche de l'anniversaire de son père. C’est son troisième mariage. Fieldy a deux filles, Sarina Rae, né le 30 septembre 1997, et Olivia Arvizu, né le 9 décembre 1998, de son second mariage avec Shela Arvizu.  
Lui et sa femme actuelle Dena ont eu trois enfants ensemble : un fils nommé Israël Arvizu, né le 9 février 2007 ; une fille, Harmony Rose, né le 27 novembre 2009 ; un autre fils nommé Noa, né le 13 août 2012. La naissance de ce dernier l'oblige à faire une brève pause au sein de Korn pour rester avec son épouse Dena. Il a dû être remplacé durant la tournée de Korn à travers l'Europe de l'Est, la Russie et l'Inde entre août et septembre 2012 par le bassiste Ryan Martinie de Mudvayne. 

### Religion
Après la mort de son père, Fieldy est devenu un chrétien « né de nouveau » ou "régénéré". Il déclare dans une interview que la conversion au christianisme de Brian Welch, qui a été accompagnée de son départ de Korn en 2005, a sûrement eu aussi un rôle dans sa propre conversion. Ce moment marque un changement radical puisqu'il décide d'arrêter de vivre dans les excès, comme il a pu le faire avec Korn, et donc de ne plus consommer de drogues ou d'alcool, se sortant ainsi de ce qu'il estime être 20 ans d'addiction.

### Surnom
Le surnom « Fieldy » viendrait d’une blague entre amis. À l'origine, ils l'appelaient « Gopher », qui désigne gaufre en français, en raison de ses grandes joues. « Gopher » est rapidement devenu « Gar », « Gar » est devenu « Garfield »  (basé sur le personnage de la bande dessinée du même nom), et finalement « Gar » a été abandonné et un « y » a été ajouté à « Field », qui est devenu « Fieldy ». Son surnom complet est « Fieldy Snuts », qui, lorsqu’il est parlé à haute voix sonne comme « feel these nuts » .

## Caractéristiques musicales

### Style de Jeu

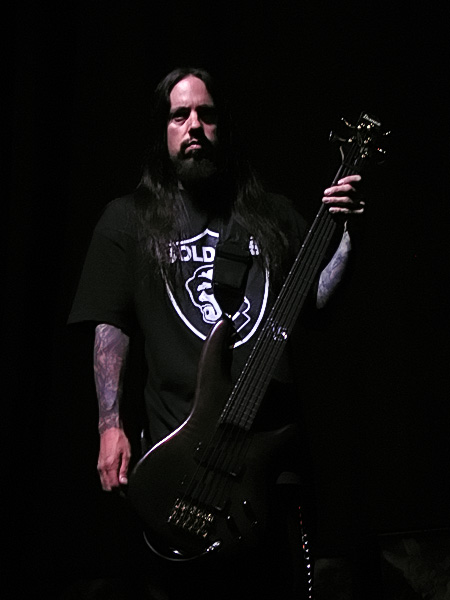
Fieldy tenant sa basse à la verticale (31 mars 2006).

Son style de jeu caractéristique repose avant tout sur des techniques de slap, de jeu au doigt standard, et d’étouffement des cordes à la main gauche.
Sa technique de slap est assez particulière puisqu’elle est constituée en grande partie de « Thumbing » (frappe du pouce sur les cordes) et très peu de « Plucking » (cordes tirées avec l'index ou le majeur). Avec ces notes tapées, il privilégie les rythmiques lourdes aux mélodies plus ou moins complexes pour obtenir un jeu très percussif. Les notes étouffées avec la main gauche y prennent une plus grande importance que d’ordinaire et peuvent constituer l’essentiel du motif rythmique.
Il porte également souvent sa basse à la verticale par rapport au sol, là où la tenue habituelle est à l’horizontale, ce qui l’amène à attaquer ses cordes avec la main placée perpendiculairement à celles-ci, là où les techniques de slap privilégient un positionnement avec une main plutôt parallèle aux cordes.

### Son
Avec ce type de jeu, le travail du son est essentiel pour obtenir ce rendu « percussif ». Le son de sa basse, modulé avec son matériel, est donc très particulier. Pour obtenir un son qui va être claquant et faire au mieux entendre ses notes étouffées, qui par définition sont normalement beaucoup moins audibles, il augmente fortement ses fréquences basses et aiguës et diminue énormément ses fréquences médiums, quitte à les supprimer totalement, de manière à obtenir un son « creux ».
« I don't use any mid-range, it's all highs and lows. I take the mid-range and turn that s--t off. And when you slap, it's just real clicky sounding and when you use your fingers it's real low. I take the graphic EQ at 180Hz and I take that all the way down too. That's the style I play. I'm a drummer. I'm a drummer on bass. »
—  Reginald Arvizu, Guitar Center

« Je n'utilise pas de fréquence médium, ce n'est que des aiguës et des graves. Je prends les médiums et j’éteins cette m---e. Alors quand tu slap, c'est juste un vrai son claquant et quand tu joue au doigt c'est vraiment grave. Je prends l'égalisateur graphique à 180Hz et je diminue tout. C'est comme ça que je joue. Je suis un batteur. Un batteur sur une basse. »
— Guitar Center
D'ailleurs, il n'hésite pas à laisser sa basse freezer, quand la plupart des bassistes évitent au maximum ce résultat du frottement des cordes sur les frettes d’arriver, et l’intensifie, le renforce par ce son « creux ».

### Influences
L’une de ses principales influences est le célèbre bassiste Flea des Red Hot Chili Peppers, qui à ses yeux est l'un des premiers à avoir utilisé des techniques de slap sans produire des sons funky. Il cite également le bassiste les Claypool de Primus.
Il a également déclaré avoir été influencé par Billy Gould de Faith No More, Cliff Burton de Metallica.

### Matériel

#### Basse
Au sein de Korn il joue sur une basse signature cinq cordes modèles Ibanez SDGR SR1305, nommé  K-5, accordée en La – Ré – Sol – Do – Fa (A – D – G – C – F).

#### Cordes
Il joue sur des cordes DR Strings Neon de tirant 45-65-85-105-125.

#### Amplis
Il est endorsé par TC Electronic dont il utilise une tête d'amplis RH750 et un baffle RS410.